# Erfde
Erfde (tiếng Đan Mạch: Ervde) là một đô thị thuộc huyện Schleswig-Flensburg, bang Schleswig-Holstein, Đức.